# Xã Bluff Creek, Quận Monroe, Iowa
Xã Bluff Creek (tiếng Anh: Bluff Creek Township) là một xã thuộc quận Monroe, tiểu bang Iowa, Hoa Kỳ. Năm 2010, dân số của xã này là 279 người.